# West Kootenay-Rossland (circonscription britanno-colombienne)
Pour les articles homonymes, voir Kootenay (homonymie) et Rossland.
Circonscription électorale provinciale du Canada
West Kootenay-Rossland est une ancienne circonscription provinciale de la Colombie-Britannique représentée à l'Assemblée législative de la Colombie-Britannique de 1898 à 1903.

## Géographie
La circonscription était située dans le sud-est de la province.

## Liste des députés
| Législature                                                                   | Années                                                                        | Député                                                                        | Député                                                                        | Parti                                                                         |
| West Kootenay-Rossland Issue de West Kootenay North et de West Kootenay South | West Kootenay-Rossland Issue de West Kootenay North et de West Kootenay South | West Kootenay-Rossland Issue de West Kootenay North et de West Kootenay South | West Kootenay-Rossland Issue de West Kootenay North et de West Kootenay South | West Kootenay-Rossland Issue de West Kootenay North et de West Kootenay South |
| ----------------------------------------------------------------------------- | ----------------------------------------------------------------------------- | ----------------------------------------------------------------------------- | ----------------------------------------------------------------------------- | ----------------------------------------------------------------------------- |
| 8e                                                                            | 1898–1900                                                                     |                                                                               | James Morris Martin                                                           | Opposition                                                                    |
| 9e                                                                            | 1900–1903                                                                     |                                                                               | Smith Curtis                                                                  | Gouvernement                                                                  |
| Circonscription abolie, voir : Rossland City                                  |                                                                               |                                                                               |                                                                               |                                                                               |